# Faouzi Annajah
 (août 2023).
L'article doit être relu — et modifié si nécessaire — par des contributeurs indépendants pour apporter un regard critique aux contributions effectuées en violation des conditions d'utilisation de Wikipédia, tant sur la forme (notamment concernant le style encyclopédique, la proportionnalité) que sur le fond (la neutralité de point de vue, la qualité et l'indépendance des sources).
Faouzi Annajah est un entrepreneur franco-marocain reconnu pour ses contributions novatrices dans le domaine des véhicules à hydrogène. Né en avril 1993, l'éducation de Annajah à Éragny, Val-d'Oise, en France, au sein d'une famille marocaine modeste originaire d'Errachidia, a joué un rôle formateur dans son parcours.

## Premières années et influences
La première exposition de Annajah au monde de l'automobile s'est faite à travers son père, qui a eu une longue carrière en tant que travailleur chez Renault. Cette connexion familiale a éveillé la passion de Faouzi Annajah pour les automobiles et l'innovation.

## NamX HUV
La vision de Annajah reposait sur un engagement en faveur de la durabilité environnementale. Son objectif était de positionner NamX comme un acteur majeur sur le marché des véhicules zéro émission tout en explorant en permanence des innovations en matière de mobilité pour améliorer l'expérience des utilisateurs.

## Projet collaboratif
Annajah a collaboré avec divers partenaires, tant en Europe qu'au Maroc, afin d'aider ses collègues à faire avancer le projet de NamX.

## Distinction
- Ordre du Mérite Intellectuel (Maroc), 16 mai 2023[6].ak